# Hatikot
Hatikot (en népalais : हात्तिकोट) est un comité de développement villageois du Népal situé dans le district d'Achham. Au recensement de 2011, il comptait 1 847 habitants.